# Требизаче
Требиза̀че (на италиански: Trebisacce, на местен диалект Trevesàzze, Тревезаце) е морско курортно градче и община в Южна Италия, провинция Козенца, регион Калабрия. Разположено е на брега на Йонийско море. Населението на общината е 8756 души (към 2012 г.).